# سيزار رامون أورتيغا هيريرا
سيزار رامون أورتيغا هيريرا (بالإسبانية: César Ramón Ortega Herrera)‏ (و. 1938  م) هو كاهن كاثوليكي كولومبي، ولد في ولاية أنزواتغي.

## مناصب
تولى منصب أسقف كاثوليكي (منذ 28 أكتوبر 1983)
- مطران  [لغات أخرى]‏
- مطران  [لغات أخرى]‏